# Sieć Badawcza Łukasiewicz – Instytut Pojazdów Szynowych „Tabor”
Sieć Badawcza Łukasiewicz – Instytut Pojazdów Szynowych „Tabor” – jednostka badawcza istniejąca od 1945 do 2022 roku, która kompleksowo realizowała prace związane z projektowaniem, konstruowaniem i badaniami pojazdów szynowych.
Jednostka powstała 1 września 1945 roku w Poznaniu w wyniku wydzielenia biura konstrukcyjnego ze struktur Zakładów Cegielskiego. W okresie PRL ośrodek wykonał ponad 280 projektów pojazdów, na podstawie których polski przemysł wyprodukował tabor dla PKP, kolei przemysłowych i na eksport. 1 kwietnia 2019 roku IPS „Tabor” wszedł w struktury Sieci Badawczej Łukasiewicz, a 1 stycznia 2022 roku został częścią Sieci Badawczej Łukasiewicz – Poznańskiego Instytutu Technologicznego i otrzymał nazwę Centrum Pojazdów Szynowych. Od 1 stycznia 2024 roku funkcjonuje w ramach Centrum Nowoczesnej Mobilności i Centrum Badań Laboratoryjnych tego instytutu.

## Historia
W lutym 1945 roku, jeszcze przed zakończeniem II wojny światowej, działalność wznowiło przedwojenne biuro konstrukcyjne taboru kolejowego Zakładów Cegielskiego w Poznaniu o nazwie Zakładowe Biuro Konstrukcyjne Zakładów H. Cegielski. 1 marca jego kadra liczyła 9 osób, wśród których było 2 konstruktorów. W kwietniu stan powiększonej załogi pozwolił na zorganizowanie w tym biurze działu konstrukcji lokomotyw parowych i działu konstrukcji wagonów, a także sekretariatu, archiwum i biblioteki technicznej.
W czerwcu 1945 roku do Poznania przyjechała Komisja Ministerstwa Komunikacji, która określiła potrzeby odbudowującej się ze zniszczeń wojennych Polski w zakresie taboru kolejowego. Za najważniejsze uznano wówczas projektowanie parowozów towarowych i węglarek, czym zająć miało się biuro zakładów HCP. Jako że zagadnienia te wykraczały poza ramy produkcji tych zakładów, 1 września 1945 roku biuro zostało wydzielone z ich struktur oraz bezpośrednio podporządkowane Zjednoczeniu Przemysłu Taboru Kolejowego „Tasko”, które powołano 5 czerwca 1945 roku zarządzeniem ministra przemysłu. Nowa jednostka otrzymała nazwę Centralne Biuro Konstrukcyjne (w skrócie CBK), a jego zadaniem stało się opracowywanie dokumentacji konstrukcyjnej pojazdów szynowych dla wszystkich producentów taboru należących do Zjednoczenia „Tasko” oraz współpraca z biurami konstrukcyjnymi tych producentów. CBK kontynuowało również nadawanie nowym konstrukcjom oznaczeń typów według przedwojennego systemu opracowanego przez biuro techniczne HCP. W kolejnych latach do działów konstrukcji lokomotyw i wagonów dołączyły działy studiów i normalizacji oraz działy administracyjne. 1 stycznia 1949 roku, na mocy zarządzenia ministra przemysłu i handlu z 15 września 1948 roku, CBK przekształcono w przedsiębiorstwo wyodrębnione o nazwie Centralne Biuro Konstrukcyjne Nr 1 (w skrócie CBK Nr 1).
1 stycznia 1951 roku biuro zostało przekształcone w przedsiębiorstwo państwowe o nazwie Centralne Biuro Konstrukcyjne Przemysłu Taboru Kolejowego (w skrócie CBK PTK), podległe Centralnemu Zarządowi Przemysłu Taboru Kolejowego w Poznaniu i Ministerstwu Przemysłu Maszynowego w Warszawie. Podmiot początkowo projektował głównie parowozy, a ponadto ustalał kierunki rozwoju konstrukcji pojazdów szynowych opracowując założenia, projekty wstępne i dokumentację techniczną. W 1963 roku w normie branżowej BN-63/3500-03 rozszerzono dotychczas stosowane zasady nadawania typów konstrukcyjnych, a poznańskie biuro stało się instytucją upoważnioną do ich przydzielania. Ze względu na braki kadrowe, techniczne i organizacyjne fabrycznych biur konstrukcyjnych, do zadań CBK PTK należało opracowywanie dokumentacji wszystkich bardziej skomplikowanych konstrukcji oraz koncepcji taboru od projektu wstępnego do kompletnej dokumentacji konstrukcyjnej. Od 1965 roku obowiązki te były częściowo przejmowane przez zakładowe biura, które zaczęły przyjmować konstruktorów wykształconych w krajowych politechnikach. W latach 70. projektowanie nowych pojazdów szynowych stawało się niemożliwe bez odpowiedniej bazy badawczej oraz prowadzenia badań naukowych i modelowania konstrukcji. W związku z tym w 1971 roku w CBK PTK rozpoczęto budowę laboratorium, hali badań wyposażonej w stanowiska badawcze oraz osobnego wydziału prototypów. Planowano, że na przełomie lat 1972/1973 biuro zostanie przekształcone w Centralny Ośrodek Konstrukcyjno-Badawczy Przemysłu Taboru Kolejowego (w skrócie COK-B PTK). Wówczas zrezygnowano również z dotychczas stosowanej praktyki montażu w pojeździe prototypowym tylko podzespołów prototypowych.
W połowie 1973 roku dokonano zmian organizacyjnych i 1 lipca 1973 roku CBK PTK przekształcono w jednostkę badawczo-rozwojową o nazwie Ośrodek Badawczo-Rozwojowy Pojazdów Szynowych (w skrócie OBRPS). Powołano radę naukową, a w 1975 roku rozpoczęto wydawanie kwartalnika naukowo-technicznego „Pojazdy Szynowe”. W 1975 roku również zaczęto przekazywać do eksploatacji obiekty powstające od roku 1971. Rozpoczęto tworzenie własnej bazy badawczej umożliwiającej prowadzenie badań stanowiskowych i ruchowych kompletnych pojazdów oraz ich układów, zespołów i elementów konstrukcyjnych. W 1976 roku podjęto realizację zadań badawczych, a w 1981 roku ośrodek stał się samodzielny w związku z likwidacją Zjednoczenia „Tasko”. W tym samym roku, z powodu stanu wojennego, przerwano wydawanie „Pojazdów Szynowych”, a w roku 1992 pracownicy ośrodka rozpoczęli publikowanie swoich artykułów w dziale o tym samym tytule na łamach „Przeglądu Mechanicznego”. W 1998 roku powrócono do wydawania kwartalnika „Pojazdy Szynowe”, a rok później laboratorium ośrodka uzyskało akredytację niemieckiego Eisenbahn-Bundesamt.
25 kwietnia 2000 roku OBRPS został przekształcony zarządzeniem ministra gospodarki w Instytut Pojazdów Szynowych „Tabor” (w skrócie IPS „Tabor”) i od tamtego momentu nadzór nad instytutem sprawowało Ministerstwo Gospodarki. 29 października 2001 roku instytut został wpisany do Krajowego Rejestru Sądowego pod numerem 0000056924. Na początku 2002 roku PKP ustanowiły normę zakładową ZN-02/PKP-3500-16 aktualizującą zasady nadawania pojazdom typów, w której nie zawarto zapisu, że do nadawania tych oznaczeń upoważniono IPS „Tabor”. Do 30 września 2010 roku instytut działał na podstawie ustawy o jednostkach badawczo-rozwojowych z 25 lipca 1985 roku, a 1 października 2010 roku rozpoczął działalność na podstawie ustawy o instytutach badawczych z 30 kwietnia 2010 roku. 8 grudnia 2015 roku jednostka stała się podległa Ministerstwu Rozwoju.
Na początku września 2016 roku Jarosław Gowin, minister nauki i szkolnictwa wyższego, przedstawił strategię, która zakładała m.in. reformę instytutów badawczych i powołanie Narodowego Instytutu Technologicznego. W połowie kwietnia 2017 roku do Rządowego Centrum Legislacji wpłynął projekt ustawy o NIT, według którego instytut ten miałby powstać przez włączenie do niego 35 instytutów naukowo-badawczych, w tym Instytutu Pojazdów Szynowych „Tabor”. 13 kwietnia 2018 roku IPS „Tabor” stał się jednostką organizacyjną podległą Ministerstwu Przedsiębiorczości i Technologii. 1 kwietnia 2019 roku została utworzona Sieć Badawcza Łukasiewicz, w struktury której wszedł IPS „Tabor” i 37 innych podmiotów. 15 maja instytut zmienił nazwę na Sieć Badawcza Łukasiewicz – Instytut Pojazdów Szynowych „Tabor”, skracaną do Łukasiewicz – IPS „Tabor”. 25 września 2020 roku do KRS pod numerem 0000861589 wpisano instytut o tej samej nazwie i pozostałych danych, powstały z dotychczasowej jednostki, nadzorowany przez prezesa Centrum Łukasiewicz i z zatwierdzonym przez niego nowym statutem, natomiast 22 października z KRS wykreślono instytut o numerze 0000056924.
Na przełomie 2020 i 2021 roku Łukasiewicz – IPS „Tabor” i cztery inne poznańskie instytuty Łukasiewicza rozpoczęły analizę efektów ewentualnego połączenia tych jednostek. Prace przygotowawcze, którymi kierował Arkadiusz Kawa, wówczas pełniący obowiązki dyrektora IPS „Tabor”, wykazały, że utworzenie jednej multidyscyplinarnej jednostki naukowo-badawczej zwiększy potencjał badawczy i komercjalizacyjny. 1 stycznia 2022 roku działalność rozpoczął Sieć Badawcza Łukasiewicz – Poznański Instytut Technologiczny i tym samym IPS „Tabor” został przekształcony w jedno z sześciu centrów badawczych, wchodzących w skład tego instytutu – Centrum Pojazdów Szynowych pod kierownictwem Piotra Michalaka. 22 lutego IPS „Tabor” jako osobna instytucja wykreślono z KRS.
1 stycznia 2024 roku nastąpiła zmiana struktury organizacyjnej Łukasiewicz – PIT i powołano nowe interdyscyplinarne centra badawcze. Byłe Centrum Pojazdów Szynowych kontynuuje działalność w ramach Centrum Nowoczesnej Mobilności i Centrum Badań Laboratoryjnych.

## Działalność
Instytut Pojazdów Szynowych „Tabor” zajmował się:
- przeprowadzaniem badań stanowiskowych i ruchowych taboru kolejowego[35],
- projektowaniem[36]:
  - pojazdów szynowych[37],
  - pojazdów szynowo-drogowych[38],
  - układów i zespołów pojazdów[39],
  - systemu bimodalnego do transportu kombinowanego kolejowo-drogowego[40],
- produkcją prototypów zespołów i podzespołów pojazdów szynowych[41],
- certyfikacją wyrobów dla transportu szynowego[42] i inspekcjami elementów systemu kolejowego[43],
- redagowaniem i wydawaniem kwartalnika naukowo-technicznego „Pojazdy Szynowe”[44].

### Projekty pojazdów szynowych

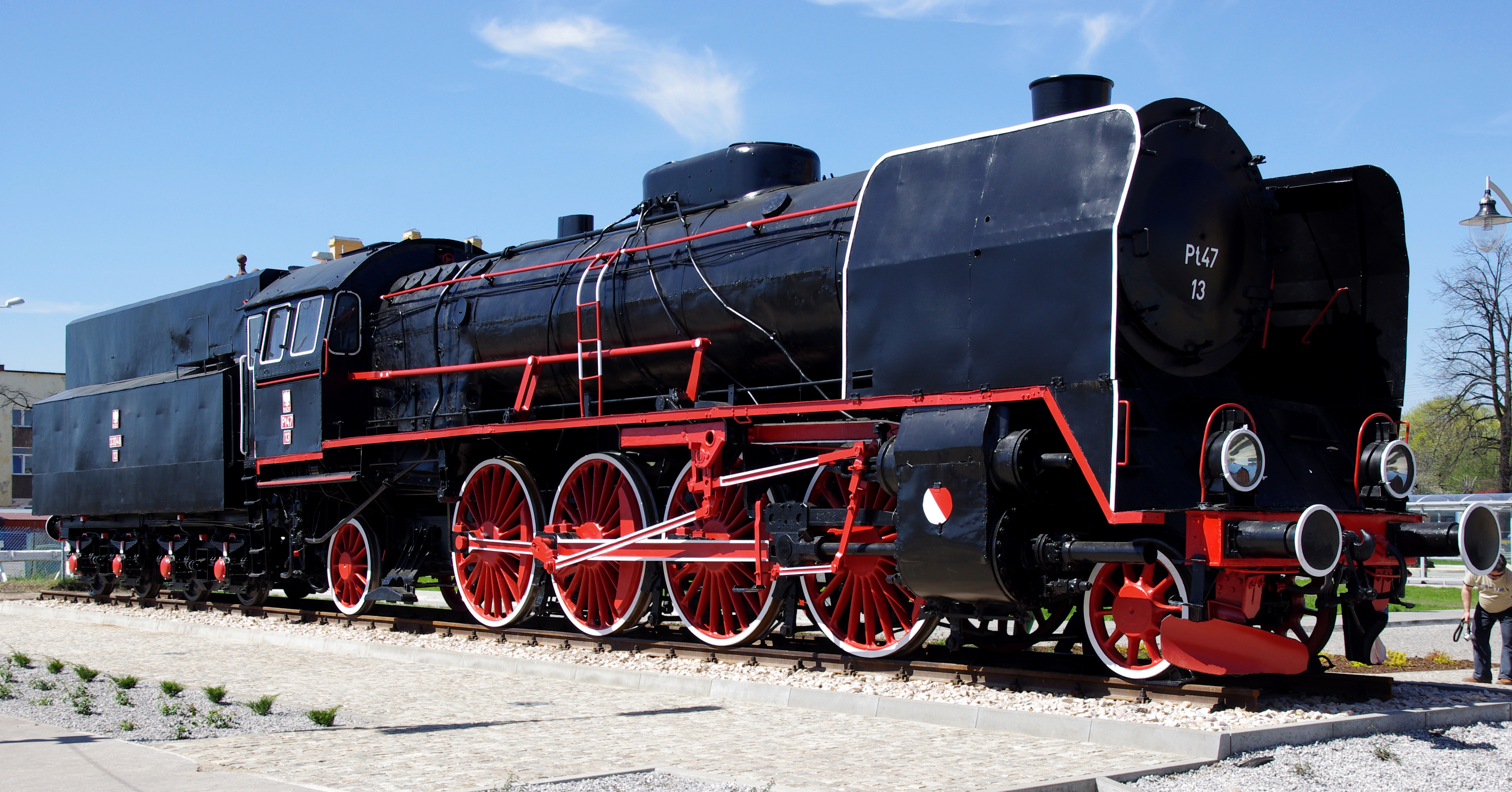
Parowóz serii Pt47

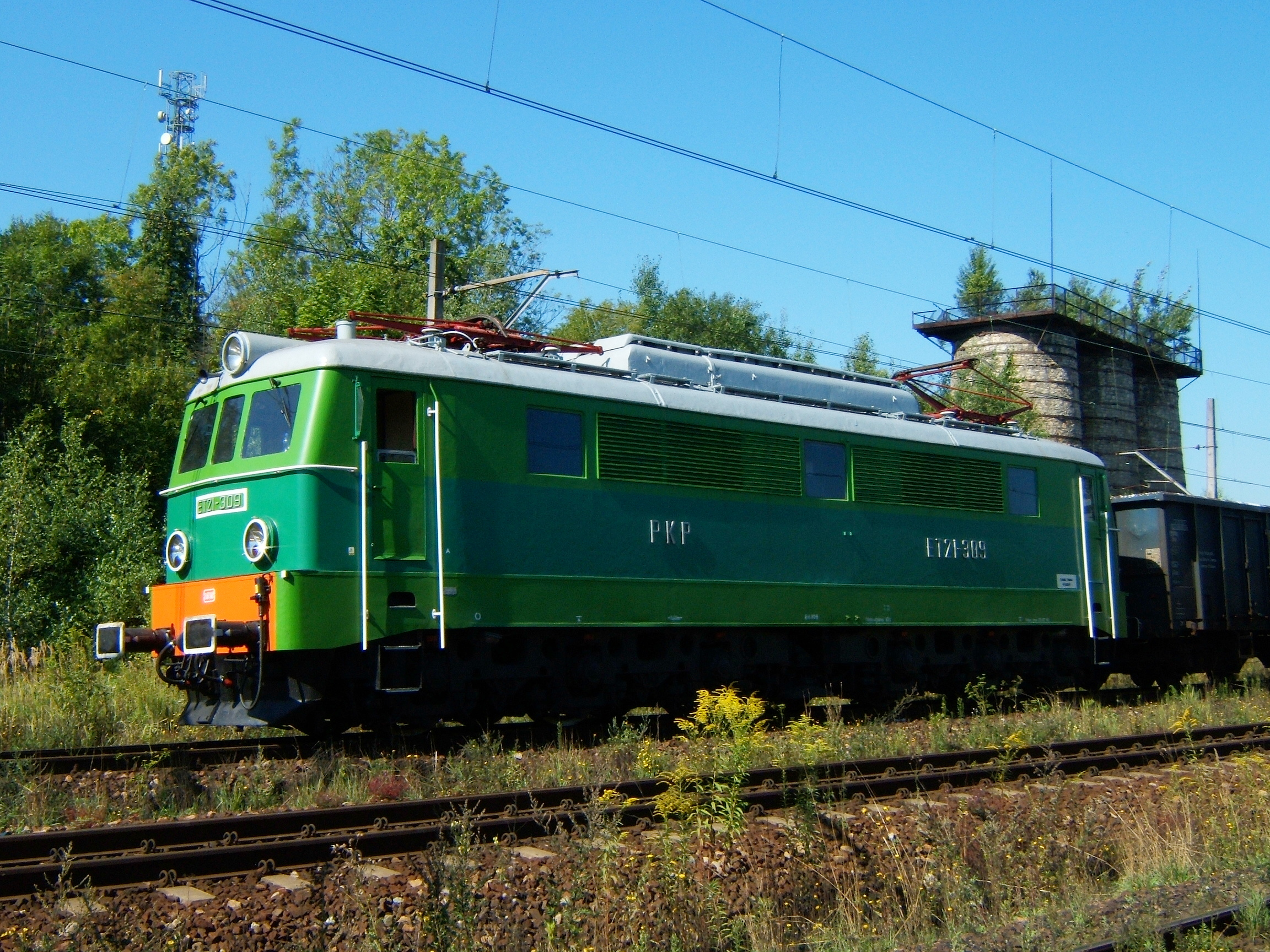
Elektrowóz typu 3E

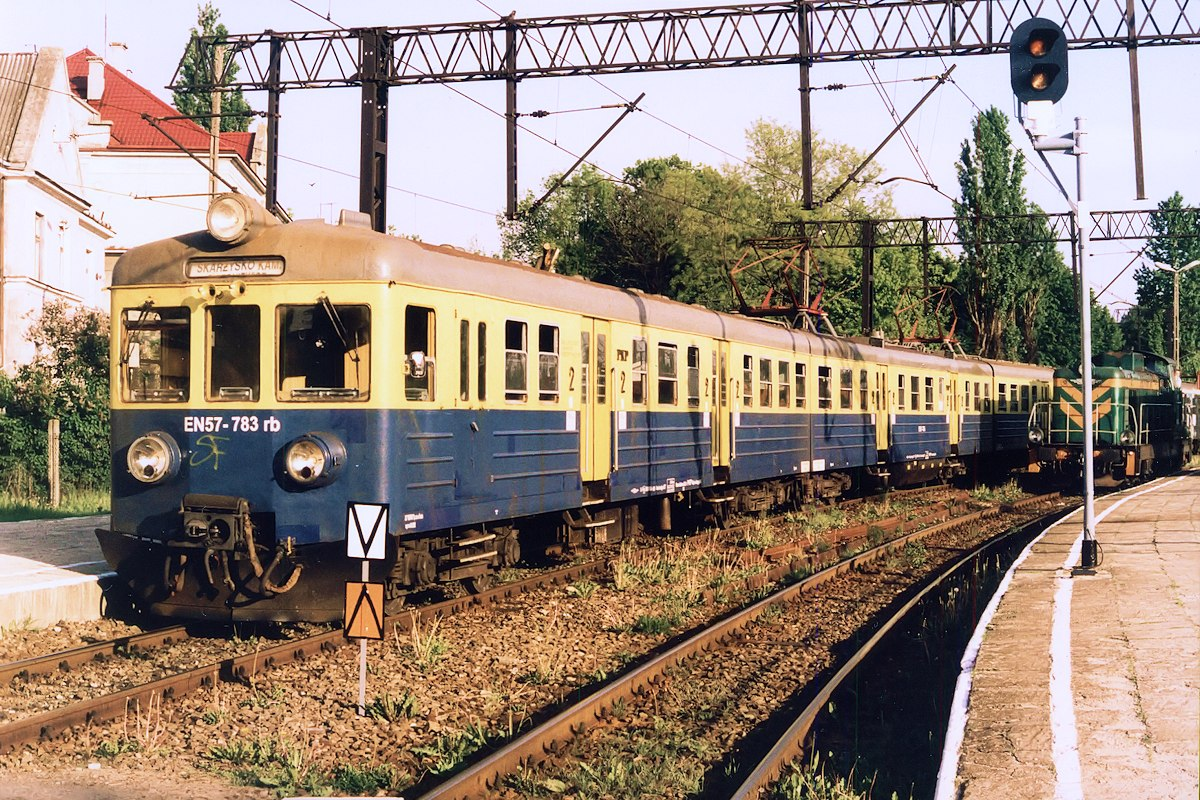
EZT typu 5B/6B

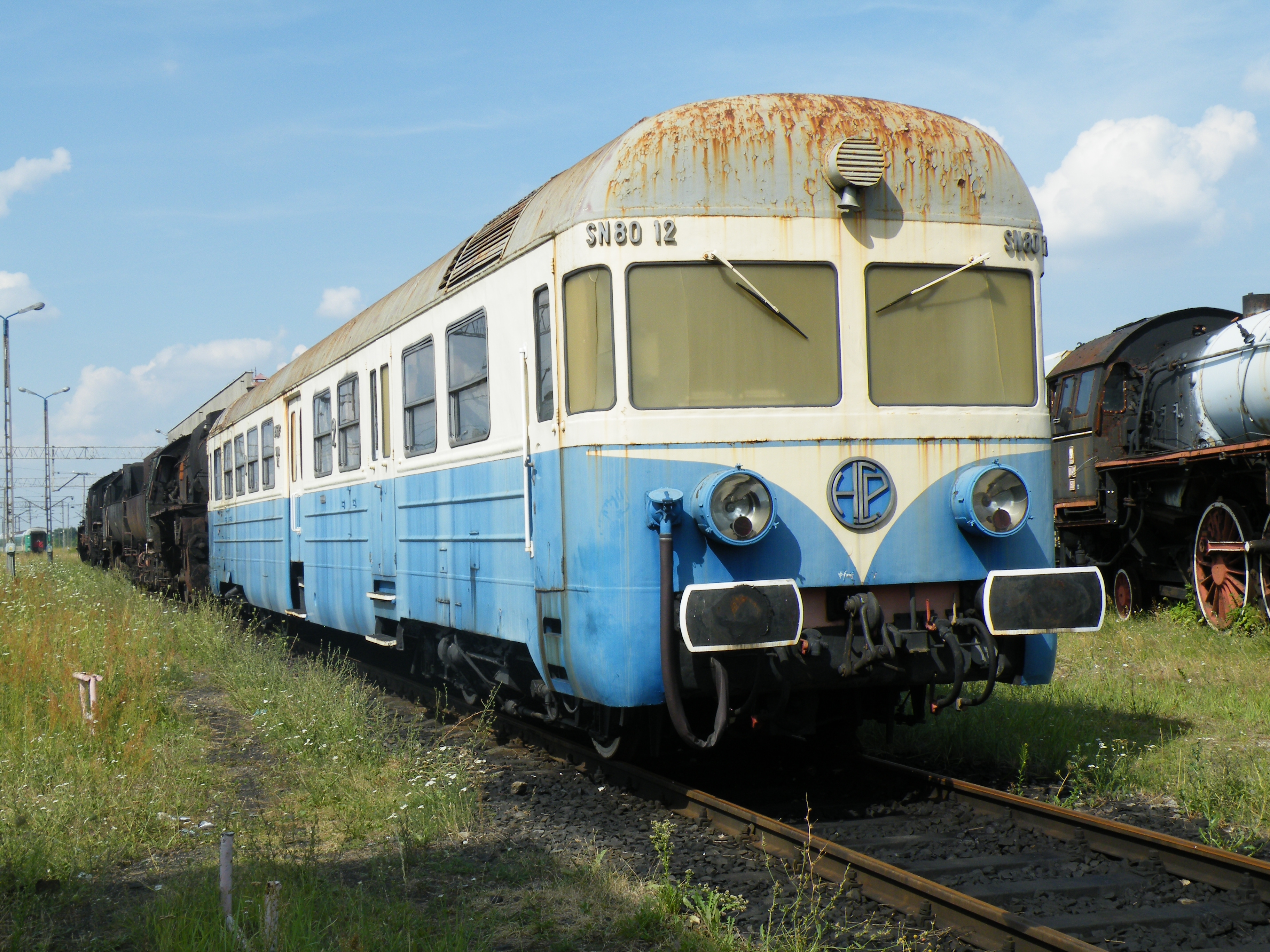
Wagon spalinowy typu 5M

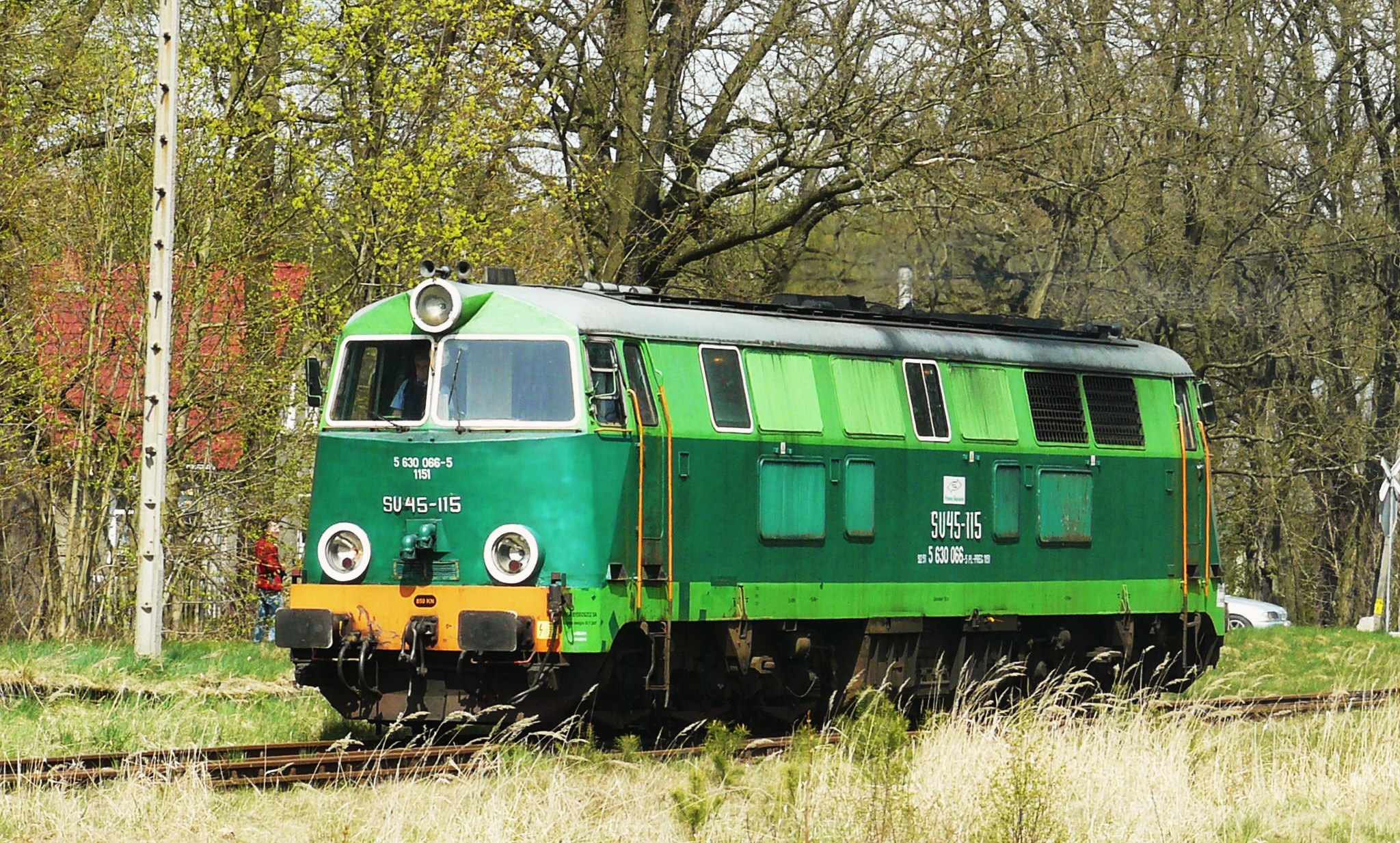
Spalinowóz typu 301Db

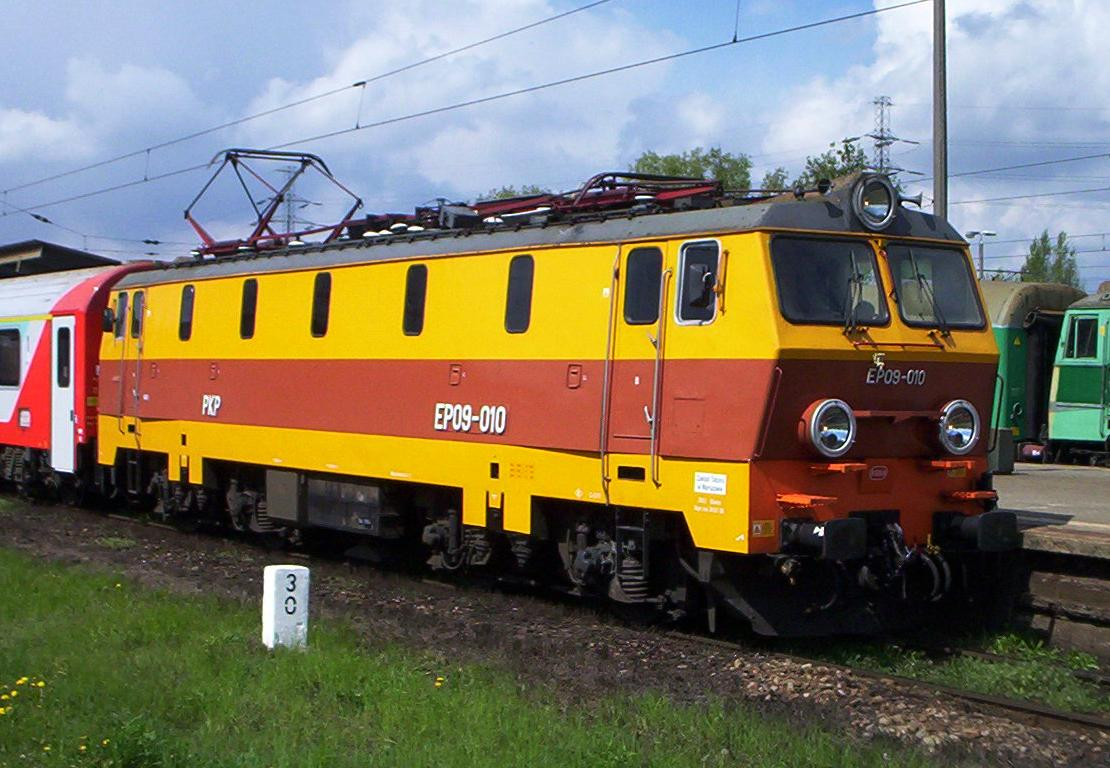
Elektrowóz typu 104E

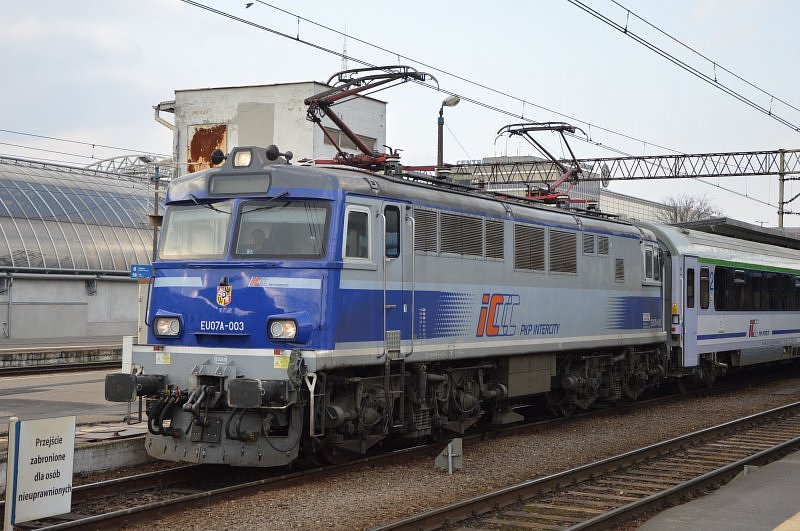
Zmodernizowany elektrowóz serii EU07A

W czasach PRL jednostka wykonała projekty łącznie 281 pojazdów szynowych, wśród których było 27 lokomotyw i wagonów silnikowych, 43 wagony osobowe, bagażowe, pocztowe i ogrzewcze, 205 wagonów towarowych oraz 6 tramwajów. W całym okresie swego istnienia instytut zaprojektował ponad 400 konstrukcji pojazdów szynowych różnych rodzajów, a ponadto wykonał kilkadziesiąt projektów konstrukcyjnych i technicznych na potrzeby modernizacji, remotoryzacji i doposażenia (tzw. polonizacji) lokomotyw elektrycznych i spalinowych oraz spalinowych zespołów trakcyjnych.
Poniżej wymieniono wybrane projekty wykonane przez instytut.
CBK i CBK nr 1 (1945–1950)
- 1945: parowóz serii Ty45[6]
- 1945–1946: wagon osobowy typu 23W[6]
- 1947: parowóz serii Pt47[6]
- 1947: parowóz Pernik 2 dla Bułgarii[4]

CBK PTK (1951–1973)
- 1950–1951: EZT typu 1B/2B[49]
- 1951: parowóz serii Ol49[6]
- 1951: parowóz serii Ty51[6]
- 1951: elektrowóz typu 1E[4]
- 1952: wąskotorowy wagon osobowy typu 1Aw[50]
- 1953: elektrowóz typu 2E[4]
- 1953–1955: elektrowóz typu 3E[51]
- 1954–1955: spalinowóz typu 1D[6]
- 1956: wagon osobowy typu 43A[6]
- 1956: EZT typu 3B/4B[6]
- 1959: EZT typu 5B/6B[6]
- 1959: wagon spalinowy typu 4M (projekt niezrealizowany)[52]
- 1959: wagon spalinowy typu 5M[53]
- 1959: SZT typu 6M/7M (projekt niezrealizowany)[54]
- 1959: autobus szynowy typu 9M (projekt niezrealizowany)[55]
- 1959: SZT typu 10M/11M (projekt niezrealizowany)[54]
- 1961–1962: elektrowóz typu 4E[51]
- 1961–1962: spalinowóz typu 6D[6]
- 1962 (prawdopodobnie): SZT typu 12M (projekt niezrealizowany)[54]
- 1962: wagon osobowy typu 104A[6]
- 1964: czteroczłonowy EZT dla Jugosławii[6]
- 1965–1966: elektrowóz typu 201E[51]
- 1965–1966: wagon spalinowy typu 201M (projekt niezrealizowany)[56]
- 1965: spalinowóz typu 301D[57]
- 1966: spalinowóz typu 301Da[58]
- 1969: spalinowóz typu 301Db[59]
- 1972: spalinowóz typu 303D[60]
- 1973: EZT typu 3WE[6]

OBRPS (1973–2000)
- 1973: spalinowóz typu 302D[61]
- 1975: spalinowóz typu 301Dc dla Libanu[62]
- 1976–1977: elektrowóz typu 203E[6]
- 1978: spalinowóz uniwersalny typu 304D o mocy 3000 KM z całkowicie usprężynowanymi silnikami trakcyjnymi (projekt niezrealizowany)[63][64][65]
- 1978: spalinowóz pasażerski typu 305D o mocy 2250 KM z ostoją o konstrukcji samonośnej (projekt niezrealizowany)[63][64][65]
- 1978–1979: wagony osobowe typów 127A i 127Aa[6]
- 1979: spalinowóz towarowy typu 201D o mocy 2250 KM będący odmianą spalinowozu typu 303D (projekt niezrealizowany)[63][64][65]
- 1979: spalinowóz towarowy typu 202D o mocy 3000 KM będący odmianą spalinowozu typu 302D (projekt niezrealizowany)[63][64][65]
- 1980: spalinowóz towarowy typu 203D o mocy 4800 KM i prędkości 100 km/h (projekt niezrealizowany)[63][64]
- 1980: spalinowóz pasażerski typu 105D o mocy 4800 KM i prędkości 160 km/h (projekt niezrealizowany)[63][64]
- 1980: spalinowóz typu 306D dla Syrii (projekt niezrealizowany)[65]
- 1980: EZT typu 2WE (projekt niezrealizowany)[66]
- 1980–1981: elektrowóz typu 104E[6]
- 1982: EZT typu 6WE[6]
- 1985: spalinowóz typu 308D dla Grecji (projekt niezrealizowany)[65]
- 1988: elektrowóz typu 405E[67]
- druga połowa lat 80.: EZT typu 8WE (projekt niezrealizowany)[6]
- 1985–1989: piętrowy EZT typu 9WE (projekt niezrealizowany)[68]
- połowa lat 90.: EZT typu 12WE (projekt niezrealizowany)[6]
- 1996–1997: jednokabinowy spalinowóz uniwersalny typu 310D o mocy 1200 kW (projekt niezrealizowany)[69]

IPS „Tabor” (2000–2019)
- przełom XX i XXI w.: modernizacja EZT serii EN57[6]
- 2004: modernizacja spalinowozu serii ST44 do serii ST44-3000[70]
- 2004: modernizacja elektrowozu serii ET22 do serii ET22-2000[71]
- 2009: modernizacja spalinowozu serii SU45 do serii ST45[72]
- 2010: modernizacja elektrowozu serii EU07 do serii EU07A[73]
- ok. 2010–2011[74]: EZT typu 33WE[75]
- 2011: modernizacja spalinowozu serii SU46 do serii ST46[76]
- 2014–2017: modernizacja spalinowozu typu TEM2 do typu 19D[77]

Łukasiewicz – IPS „Tabor” (2019–2022)
- 2015–2021: autobus szynowy typu 227M[78][79]

## Wyniki finansowe
Instytut uzyskiwał przychody z tytułu swojej podstawowej działalności, którą było prowadzenie badań naukowych i prac rozwojowych, przystosowanie ich wyników do potrzeb praktyki oraz ich wdrażanie w naukach technicznych.
Projekty badawcze jednostki były wspierane finansowo przez Komitet Badań Naukowych i Narodowe Centrum Badań i Rozwoju. Dofinansowanie objęło projekty realizowane m.in. z zakładami Fablok, ZNTK „Mińsk Mazowiecki”, Pesa Bydgoszcz, HCP-FPS i ZNTK Oleśnica.

## Zatrudnienie
Na początku działalności biura stawiane przed nim coraz poważniejsze zadania powodowały powiększanie się kadry inżynierskiej. We wrześniu 1965, w 20. rocznicę działalności biura, zatrudniało ono 372 osoby, w tym 141 inżynierów, 38 techników, 11 ekonomistów i 8 specjalistów innych branż. Bezpośrednio przy konstruowaniu pracowało 185 osób.
Wzrost liczby pracowników miał miejsce do połowy lat 70. W pierwszej połowie lat 80. nastąpił spadek zatrudnienia spowodowany zmniejszeniem liczby zamówień z krajowego przemysłu. Wielkość kadry ustabilizowała się na początku XXI wieku. 31 grudnia 2019 roku w instytucie zatrudnionych było 317 osób, z których 28 było pracownikami naukowymi.

## Dyrektorzy
| Od   | Do   | Osoba                      | Skrócona nazwa instytutu  |                    |
| ---- | ---- | -------------------------- | ------------------------- | ------------------ |
| 1945 | 1947 | Gustaw Bryling             | CBK                       | [ 7 ]              |
| 1947 | 1948 | Eugeniusz Szklarzyk        | CBK                       | [ 7 ]              |
| 1949 | 1949 | Eugeniusz Szklarzyk        | CBK Nr 1                  | [ 7 ]              |
| 1949 | 1950 | Franciszek Tatara          | CBK Nr 1                  | [ 4 ] [ 5 ]        |
| 1951 | 1952 | Franciszek Tatara          | CBK PTK                   | [ 4 ] [ 5 ]        |
| 1952 | 1957 | Bogdan Nowacki             | CBK PTK                   | [ 4 ]              |
| 1957 | 1958 | Stanisław Kowalczyk        | CBK PTK                   | [ 4 ]              |
| 1958 | 1971 | Jan Drabik                 | CBK PTK                   | [ 4 ]              |
| 1972 | 1973 | Alfred Baron               | CBK PTK                   | [ 4 ]              |
| 1973 | 1979 | Alfred Baron               | OBRPS                     | [ 4 ]              |
| 1979 | 1986 | Jerzy Żałopa               | OBRPS                     | [ 4 ]              |
| 1986 | 1996 | Ryszard Szerbart           | OBRPS                     | [ 4 ]              |
| 1996 | 2000 | Włodzimierz Stawecki       | OBRPS                     | [ 4 ] [ 6 ] [ 99 ] |
| 2000 | 2017 | Włodzimierz Stawecki       | IPS „Tabor”               | [ 4 ] [ 6 ] [ 99 ] |
| 2017 | 2018 | Jarosław Czerwiński (p.o.) | IPS „Tabor”               | [ 99 ]             |
| 2018 | 2019 | Maciej Andrzejewski        | IPS „Tabor”               | [ 100 ] [ 24 ]     |
| 2019 | 2021 | Maciej Andrzejewski        | Łukasiewicz – IPS „Tabor” | [ 100 ] [ 24 ]     |
| 2021 | 2022 | Arkadiusz Kawa (p.o.)      | Łukasiewicz – IPS „Tabor” | [ 101 ] [ 102 ]    |